# وزارت جنگ پرتغال

نشان‌واره وزارت جنگ پرتغال

وزارت جنگ پرتغال (به پرتغالی: Ministério da Guerra) وزارتخانه‌ای دولتی بود که مسئولیت مدیریت ارتش پرتغال را بر عهده داشت. در سال ۱۹۵۰ نام آن به وزارت ارتش (به پرتغالی: Ministério do Exército) تغییر یافت.
نام این وزارتخانه تا پیش از سال ۱۸۲۰ وزارت خارجه در امور خارجه جنگ بود و پس از با عنوان وزارت امور خارجه برای جنگ (به پرتغالی: Secretaria de Estado dos Negócios da Guerra) تأسیس و در سال ۱۹۷۴ منحل شد و وزارت دفاع ملی پرتغال جای آنرا گرفت.